# Madagascar (televisieserie)
Madagascar is een Britse natuurfilmdocumentaire voor het eerst uitgezonden in 2011 op BBC Two in samenwerking met Animal Planet. De driedelige serie volgt de bijzondere dieren die leven op het eiland Madagaskar. David Attenborough voorziet de serie van commentaar.
Een maand na de drie afleveringen kwam een special uit genaamd Attenborough and The Giant Egg waarin David Attenborough een reis terug naar Madagaskar onderneemt om het lot van de olifantsvogels te onderzoeken.

## Afleveringen

### "Island of Marvels"
Deze aflevering werd voor het eerst uitgezonden op 9 februari 2011. Dieren die in deze aflevering uitgelicht worden zijn onder andere:
- de indri (Indri indri)
- een tenrek (orde Tenrecidae)
- de keversoort Trachelophorus giraffa
- de panterkameleon (Furcifer pardalis)
- een dwergkameleon (geslacht Rhampholeon of Brookesia)
- de Alaotrabamboemaki (Hapalemur alaotrensis)
- de kroonmaki (Eulemur coronatus)
- de fretkat of fossa (Cryptoprocta ferox)
- de verreauxsifaka (Propithecus verreauxi)
- de Wards vliegenvanger (Pseudobias wardi)
- de kuifdrongo (Dicrurus forficatus)
- de flamingo (Phoenicopterus roseus)
- de grijze coua (Coua verreauxi)
- de ringstaartmaki (Lemur catta)
- de grandidiermangoest (Galidictis grandidieri)
- de stralenschildpad (Astrochelys radiata)

### "Lost Worlds"
Deze aflevering werd voor het eerst uitgezonden op 16 februari 2011. Dieren die in deze aflevering uitgelicht worden zijn onder andere:
- de ringstaartmaki (Lemur catta)
- de Madagaskarbuizerd (Buteo brachypterus)
- de schildraaf of witborstraaf (Corvus albus)
- de tapijtkameleon (Furcifer lateralis)
- de helmvanga (Euryceros prevostii)
- de zijdesifaka (Propithecus candidus)
- een bamboemaki (geslacht Hapalemur)
- de kameleonsoort Brookesia superciliaris
- de indri (Indri indri)
- een tenrek (orde Tenrecidae)
- een kikker uit de familie Mantellidae
- een wesp (onderorde Apocrita)
- een Madagaskardaggekko (geslacht Phelsuma)
- een slang (onderorde Serpentes)
- de Madagaskarparadijsmonarch (Terpsiphone mutata)
- de Madagaskarkoekoek (Cuculus rochii)
- het vingerdier (Daubentonia madagascariensis)
- de kikkersoort Mantella laevigata
- een bladstaartgekko (geslacht Uroplatus)
- de rode vari (Varecia rubra)
- de Madagaskarpapegaaiduif (Treron australis)
- een vasa-papegaai (geslacht Coracopsis)
- witkopmaki (Eulemur albifrons)

### "Land of Heat and Dust"
Deze aflevering werd voor het eerst uitgezonden op 23 februari 2011. De aflevering gaat voornamelijk over het leven rond de apenbroodboom of baobab (Adansonia). Dieren die in deze aflevering uitgelicht worden zijn onder andere:
- een libelle (orde Epiprocta)
- de verreauxsifaka (Propithecus verreauxi)
- de ringstaartmaki (Lemur catta)
- een echte maki (geslacht Eulemur)
- een lantaarndrager (infraorde Fulgoromorpha, superfamilie Fulgoroidea)
- een muismaki (geslacht Microcebus)
- de hagedissensoort Furcifer labordi
- een kleurveranderende kikker (orde Anura)
- een vasa-papegaai (geslacht Coracopsis)
- een cicade (superfamilie Cicadoidea)
- een wesp (onderorde Apocrita)

### "Attenborough and the Giant Egg"
Deze special werd voor het eerst uitgezonden op 2 maart 2011. David Attenborough was in 1960 al eens in Madagaskar om opnames te maken voor het programma Zoo Quest, ook nam hij toen enkele dieren mee voor in de London Zoo. Toen hij in Madagaskar was, kreeg hij van een lokale jongen een aantal stukken eierschaal, die Attenborough met plakband aan elkaar puzzelde. Het was een enorm ei, dat toebehoorde aan de uitgestorven olifantsvogel Aepyornis maximus. Nu, vijftig jaar later, onderzoekt Attenborough het uitsterven van deze vogel en concludeert dat het een combinatie van ontbossing, en jacht op de eieren was, die de olifantsvogel heeft doen uitsterven. Tegelijkertijd vergelijkt hij het proces waardoor A. maximus uitstierf, met de processen die de hedendaagse fauna, waaronder de sifaka's, de indri, en de muismaki Microcebus berthae, op Madagaskar bedreigen.